# Amtsgericht Pankow

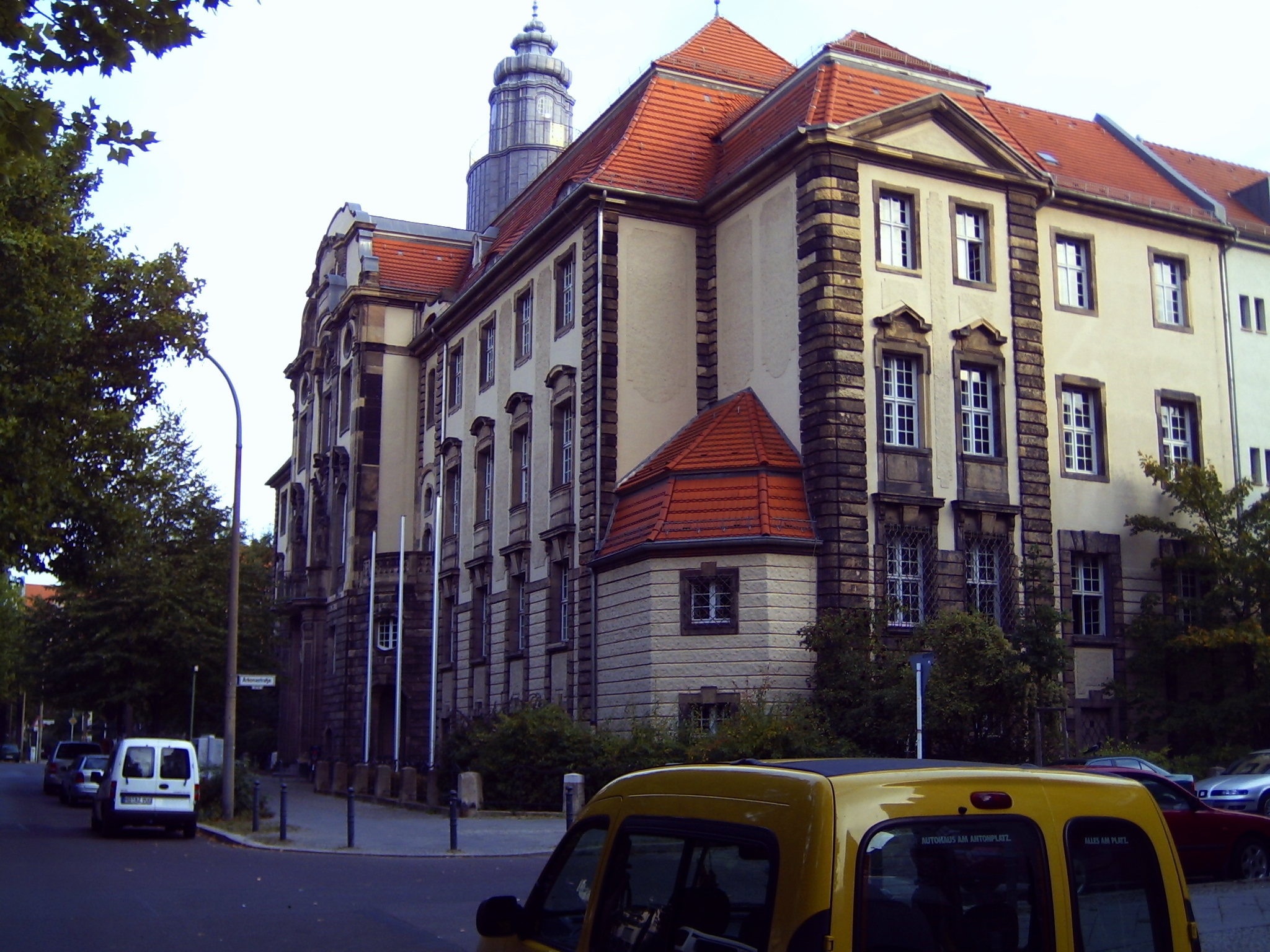
Dienstgebäude in der Pankower Kissingenstraße

Das Amtsgericht Pankow ist ein Gericht der ordentlichen Gerichtsbarkeit im Bezirk des Landgerichts Berlin. Nach dem Mauerfall und der Neugliederung der Stadtverwaltung wurde es im Jahr 1991 zum ersten neu eröffneten Amtsgericht im Ostteil Berlins unter Leitung des Direktors Wolfgang Schollmeier aus vorherigen Stadtbezirksgerichten neu aufgebaut. Das Gericht umfasst die beiden Standorte Parkstraße 71 im Ortsteil Weißensee sowie Kissingenstraße 5/6 im Ortsteil Pankow.
Bis zum 31. Juli 2021 trug das Amtsgericht Pankow den Namen Amtsgericht Pankow/Weißensee und wurde auf Grund des Gesetzes über die Modernisierung und Bereinigung von Justizgesetzen im Land Berlin vom 22. Januar 2021 (JustG Bln) zum 1. August 2021 in Amtsgericht Pankow umbenannt. Beide Gebäude stehen seit den 1970er Jahren unter Denkmalschutz.

## Gerichtssitz und Standorte
Das Gericht hat seinen Sitz in Berlin-Pankow. Der Amtsgerichtsbezirk umfasst die beiden ehemaligen Berliner Bezirke Pankow und Weißensee, nicht hingegen den ehemaligen Ortsteil Prenzlauer Berg, für den das Amtsgericht Mitte zuständig ist. Beide Gebäude wurden in der gleichen Bauzeit errichtet. Im Jahr 1905 heißt es in einer Quelle: Ihr Bau „geht jetzt der Vollendung entgegen“. Anfangs umfassten die Amtsgerichte je acht Gerichtsabteilungen aus den Bereichen Zivil- und Strafsachen.

## Zuständigkeiten
Das Amtsgericht Pankow ist zuständig für die Ortsteile Weißensee, Blankenburg, Heinersdorf, Karow, Stadtrandsiedlung Malchow, Pankow, Blankenfelde, Buch, Französisch Buchholz, Niederschönhausen, Rosenthal und Wilhelmsruh. Es besteht eine allgemeine zivilrechtliche Zuständigkeit in der I. Instanz.
Darüber hinaus ist das Gericht neben dem Amtsgericht Kreuzberg, dem Amtsgericht Schöneberg sowie dem Amtsgericht Köpenick eines von vier Berliner Amtsgerichten, bei denen die Zuständigkeit in Familiensachen konzentriert ist. Demnach ist das Amtsgericht Pankow als Familiengericht für Familiensachen aus den Amtsgerichtsbezirken Mitte, Pankow, Wedding, Tiergarten und Reinickendorf zuständig.
Demgegenüber ist die Zuständigkeit für Strafsachen aller Berliner Amtsgerichtsbezirke, also auch derjenigen des Amtsgerichts Pankow, beim Amtsgericht Tiergarten angesiedelt.

## Geschichte der Einrichtung

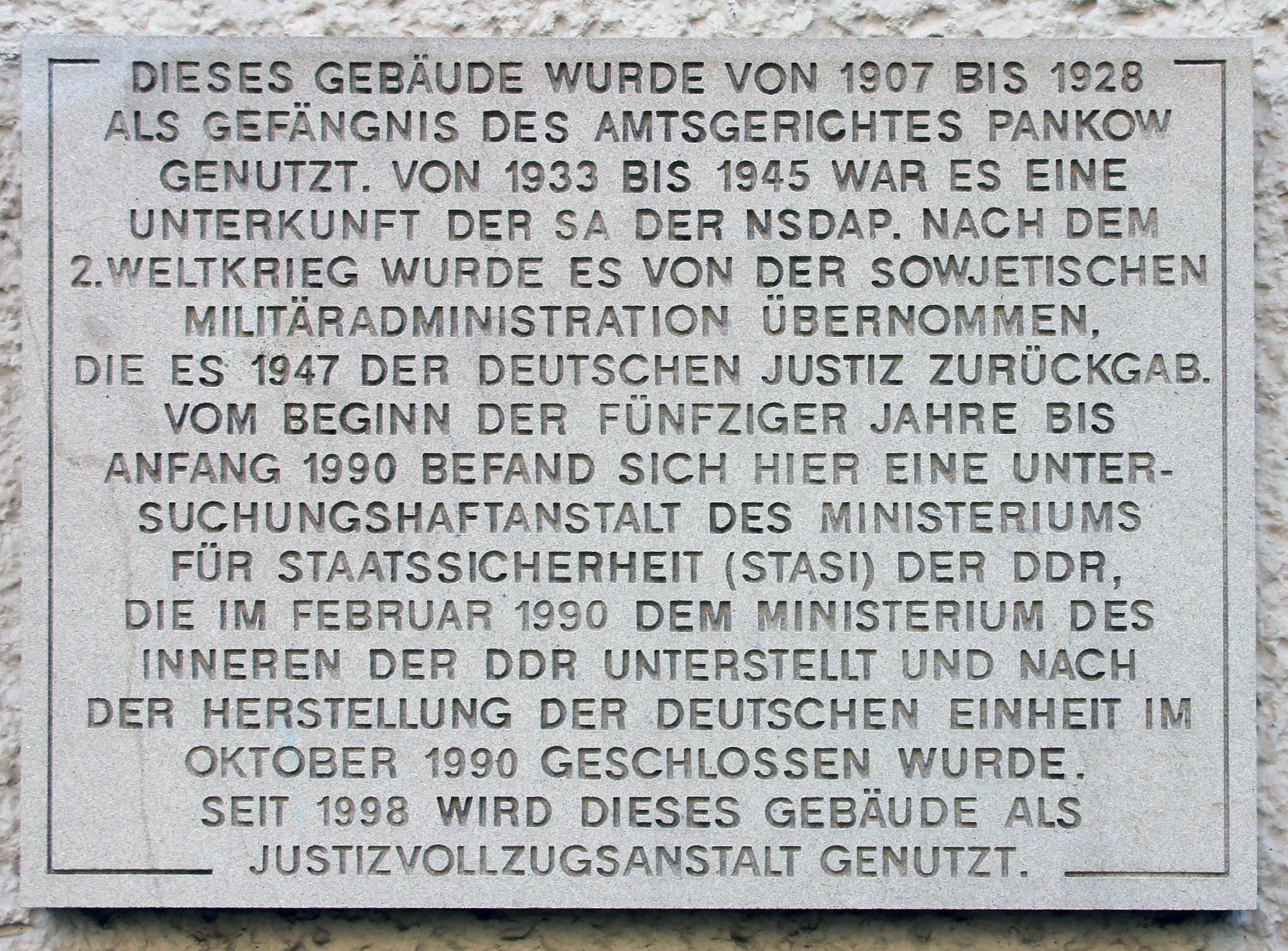
Eine Tafel mit Hinweisen auf das Gefängnis des Amtsgerichts Kissingenstraße befindet sich in der Arkonastraße 56

Mit dem Gesetz, betreffend die Gerichtsorganisation für Berlin und Umgebung vom 16. September 1899 wurden die Gerichte in Berlin neu organisiert. Neu gebildet wurde das Landgericht Berlin III und diesem nachgeordnet die Amtsgerichte Neu-Weißensee und Pankow. Der Gerichtsbezirk setzte sich danach wie folgt zusammen: aus dem Landkreis Niederbarnim die Amtsbezirke Blankenfelde, Niederschönhausen, Pankow, Schönerlinde, Schönwalde, dem Amtsbezirk Französisch-Buchholz Gutsbezirk Neu-Weißensee ohne den Gemeindebezirk Heinersdorf und den Gemeindebezirk Karow aus dem Amtsbezirk Malchow.
Den Gerichtsgebäuden in der Kissingenstraße und in der Parkstraße waren Untersuchungsgefängnisse angeschlossen. Das Gefängnis in Pankow wurde jedoch wegen der geringen Insassenzahl im Jahr 1928 geschlossen. In der Zeit des Nationalsozialismus befand sich hier ein Stützpunkt der SA.
Mit der Zusammenlegung der Berliner Landgerichte kam das Amtsgericht Pankow 1933 zum Landgericht Berlin.
Während der Zeit des geteilten Berlins (zwischen 1949 und 1990) beherbergten die Gerichtsgebäude das  Stadtbezirksgericht Berlin-Weißensee bzw. das Stadtbezirksgericht Berlin-Pankow. 
Im Gerichtsgebäude in der Kissingenstraße befanden sich von 1951 bis 1990 auch die Untersuchungsabteilung und die Untersuchungshaftanstalt des Ministeriums für Staatssicherheit für Berlin. 
Das Gebäude dient seit 1992 als Justizvollzugsanstalt für Frauen im geschlossenen Vollzug.

## Nutzung im 21. Jahrhundert

### Amtsgericht im Ortsteil Weißensee

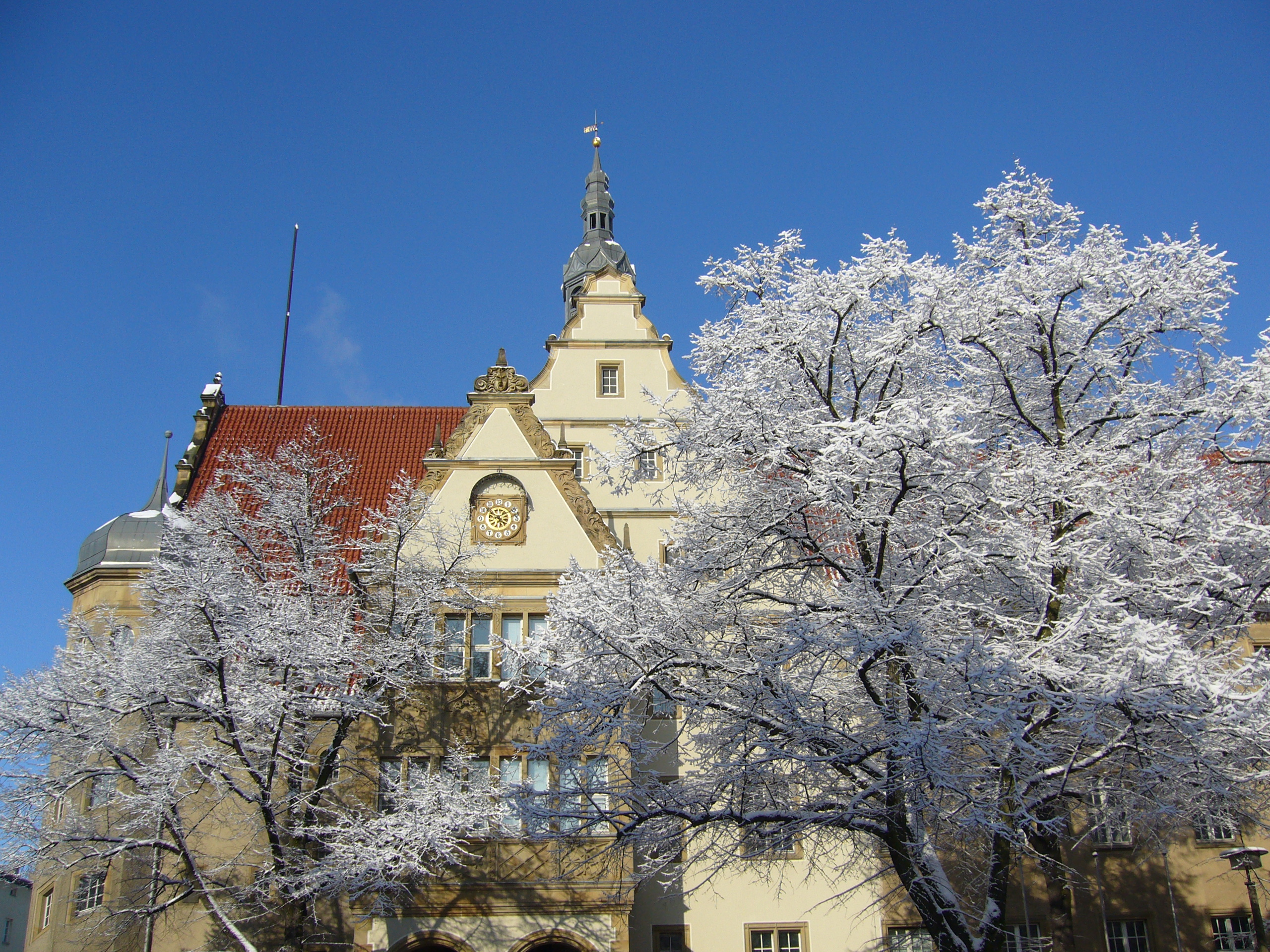
Dienstgebäude Parkstraße im Winter

Das Amtsgericht Pankow ist überwiegend im Anwesen Parkstraße 71 untergebracht. Hier werden wahrgenommen:
- Beratungshilfe und Verbraucherinsolvenzen
- Kirchenaustritte
- Nachlasssachen
- Zivilprozessverfahren einschließlich des entsprechenden einstweiligen Rechtsschutzes
- Zwangsversteigerungen und Zwangsverwaltungen und Zwangsvollstreckungen
- Wohnungseigentumsangelegenheiten

### Amtsgericht im Ortsteil Pankow
Hier befinden sich die Abteilungen für Familien- und Betreuungssachen.

## Übergeordnete Gerichte
Dem Amtsgericht Pankow ist das Landgericht Berlin übergeordnet. Zuständiges Oberlandesgericht ist das Kammergericht.

## Leitung des Gerichts (Auswahl)
- 01. Dezember 1991 bis 31. Januar 2006: Wolfgang Schollmeier (Direktor)[12]
- 15. Februar 2006 bis 31. Oktober 2010: Monika Kehlbacher (Präsidentin)[13]
- 02. Mai 2011 bis Dezember 2016: Martina Gerlach (Präsidentin)
- 16. Mai 2018 bis 31. März 2023: Christiane Abel (Präsidentin)[14]
- seit 15. Juni 2024: Hendrik Buck (Präsident)[15]

## Architektur

### Ortsteil Weißensee

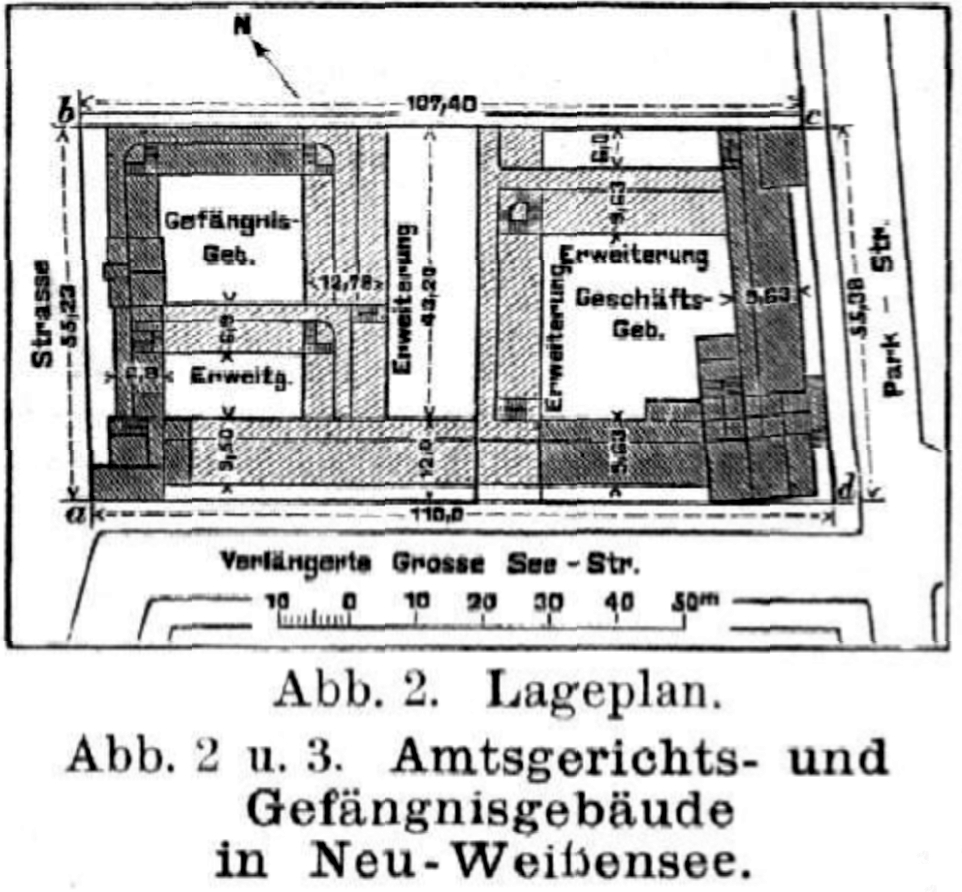
Grundriss des Gerichtsgebäudes mit angeschlossenem Gefängnis

Das mehrflügelige Bauwerk befindet sich in Weißensee in der Parkstraße 71 Ecke Große Seestraße 110. Der Neorenaissancebau entstand gleich nach dem Beginn des 20. Jahrhunderts nach Plänen der preußischen Baubeamten Paul Thoemer und Rudolf Mönnich und kostete 511.000 Mark (kaufkraftbereinigt in heutiger Währung: rund 4,20 Millionen Euro). Der erste Entwurf aus dem Jahr 1902 stammte nach Angaben des Senats von Berlin dagegen von den Architekten Carl Tesenwitz sowie Möckel & Friedrich.
Ab Hochparterre handelt es sich um ein dreigeschossiges Haus. Das hohe Sockelgeschoss ist mit Bossenwerk verkleidet. Der langgestreckte Rechteckbau entlang der Parkstraße wird von einem Flügelbau an der Großen Seestraße leicht durchdrungen. Die so entstandene Asymmetrie wird durch die unterschiedlich hohen Giebel vor hohen Satteldächern betont. Über der Dachkreuzung erhebt sich ein achteckiger Dachturm mit zwei Laternen mit spitzer Haube. Ein polygonaler Treppenturm mit Wendeltreppe mit Schweifhaube bildet die bauliche Verbindung der beiden Gebäudeteile an der Straßenkreuzung.
Die Fassadenseite in der Parkstraße gliedert sich in einen Giebelrisaliten und einen ebenfalls mit einem Giebel abgeschlossenen Vorbau. Dieser wurde als zweiachsige Laube entworfen und gebaut. Eine doppelläufige Freitreppe führt in das Gebäudeinnere. Sowohl das Treppenhaus als auch die Verbindungsgänge im Gebäude sind mit steinsichtigen figurierten Netzrippengewölben versehen, die auf meist achteckigen Säulen ruhen. Die ursprüngliche reiche ornamentale Bemalung in den Gängen und Gewölben verbarg sich lange Jahre unter Anstrichen, wurde jedoch zum Ende der 1970er Jahre teilweise freigelegt und erneuert.
In der Schönstraße (Ecke Große Seestraße) wurde ein ursprünglich dem Gericht zuzuordnendes Gebäude errichtet, das bis 1929 als Gefängnis diente, später aber unter anderem als Jugendheim genutzt wurde.

### Ortsteil Pankow

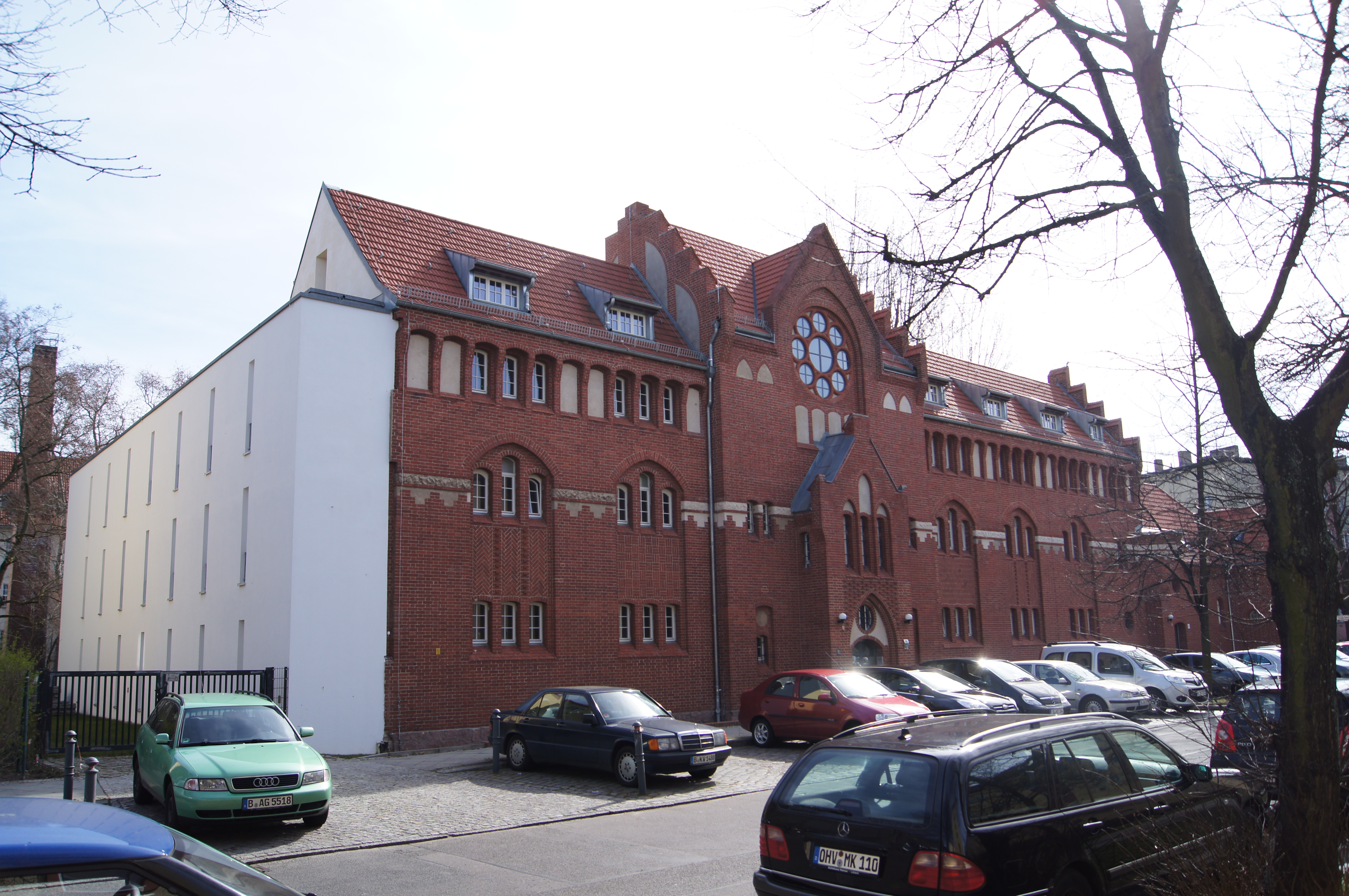
Gefängnisbau

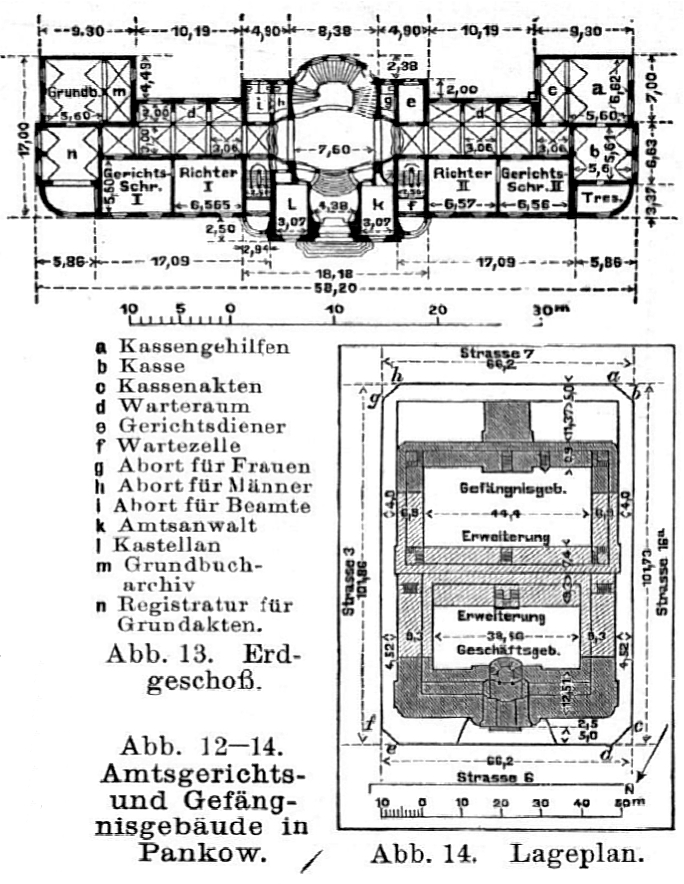
Grundriss des Gerichtsgebäudes mit angeschlossenem Gefängnis

In der Kissingenstraße 5 bis 6 steht ein Bauensemble, das Anfang des 20. Jahrhunderts in Pankow ebenfalls als Amtsgericht für die damalige Gemeinde errichtet wurde. Auch die Pläne für dieses Gerichtsgebäude stammen von Rudolf Mönnich und Paul Thoemer, die auch die Amtsgerichte von Lichtenberg, Schöneberg, Charlottenburg, Moabit und Lichterfelde entworfen haben. Das dreigeschossige Gebäude ist eine Mischung aus fränkischem Barock und Jugendstil; der Bau kostete rund 550.000 Mark (kaufkraftbereinigt in heutiger Währung: rund 4,52 Millionen Euro). Als repräsentativer dreiflügliger Putzbau bietet es eine für die Wilhelminische Epoche typische Stilvielfalt. Souterrain und Erdgeschoss sind rustiziert, die Gebäudeecken sind ebenfalls rustiziert betont. Das dreizehnachsige Bauwerk wird durch einen leicht erhöhten Mittelrisaliten mit Schweifgiebel hervorgehoben, dessen Bauvorsprünge durch zwei viertelkreisförmige zweigeschossige Bauten mit den Seitenteilen verbunden sind. Auch an der Straßenecke verbindet ein Viertelrundbau die Gebäudeflügel. Auf dem abgewalmten Dach befindet sich ein Dachturm mit einem offenen Aussichtsumgang, darüber eine geschwungene Laterne und eine glockenförmige Haube. Das Hauptportal wird von zwei Säulen eingefasst, mittig darüber befindet sich ein Balkon, geschmückt mit zwei allegorischen Figuren der Gerechtigkeit. Das Vestibül und das Treppenhaus sind in barocken Formen gehalten.
Der gleichzeitig errichtete Gefängnisanbau hat seinen Eingang in der Borkumstraße 20/21. Architektonisch handelt es sich hier um einen eckbetonten Klinkerbau mit Putzflächen. Ein Turmrisaltit betont den Mittelteil des Gebäudes.